# Ceromitia iolampra
Espèce
Ceromitia iolampra est une espèce de lépidoptères de la famille des Adelidae.
Il s'agit d'un papillon primitif originaire d'Australie.